# George Willis Cooke
George Willis Cooke (* 23. April 1848 in Comstock, Michigan; † 30. April 1923 in Revere, Massachusetts) war ein amerikanischer unitarischer Geistlicher und Gelehrter, der vor allem für seine Arbeiten zur Geschichte des Unitarismus und des neuenglischen Transzendentalismus hervorgetreten ist.

## Leben
Cooke entstammte einer Bauernfamilie und wuchs in Michigan auf. Nach seiner Schulzeit bereitete er sich auf eine Laufbahn als Geistlicher vor und studierte am Olivet College in Olivet, Michigan, dem Jefferson Liberal Institute in Jefferson, Wisconsin, und schließlich an der Meadville Theological School in Meadville, Pennsylvania, erlangte aber keinen akademischen Titel. 1872 wurde er dennoch als Pastor der unitarischen Kirche ordiniert. Innerhalb der Kirche zählte er zum humanitär orientierten, progressivistischen Flügel und trat als Pastor, besonders aber in seinen zahlreichen Publikationen für soziale und ökonomische Reformen ein. Sein kollektivistischer Gegenentwurf zum kapitalistischen Wirtschaftssystem speiste sich dabei weniger aus den politischen Theorien des zeitgenössischen Sozialismus als vielmehr aus der Philosophie des neuenglischen Transzendentalismus. Als Pfarrer wirkte er bis 1899 in mehreren Gemeinden im Mittelwesten und in Neuengland, zog sich dann aber aus dem aktiven Kirchendienst zurück, um sich ganz auf seine Vortragsreisen und Publikationen zu konzentrieren. Erst 1922 nahm er in Francestown, New Hampshire wieder eine Pfarrstelle an, verstarb jedoch im Jahr darauf.
Cooke verfasste zahlreiche Arbeiten zur neuenglischen Geistesgeschichte, zu nennen sind insbesondere seine biographischen Studien zu Ralph Waldo Emerson und dem Musikkritiker John Sullivan Dwight. Sein kirchengeschichtliches Überblickswerk Unitarianism in America (1902) wurde mehrfach neu aufgelegt (zuletzt 1971) und gilt bis heute als Standardwerk zur Geschichte des Unitarismus im 19. Jahrhundert.

## Werke (Auswahl)
- Ralph Waldo Emerson: His Life, Writings, and Philosophy (1881)
- George Eliot: A Critical Study of Her Life, Writings, and Philosophy (1883)
- A History of the Clapboard Trees or Third Parish, Dedham, Mass., Now the Unitarian Parish, West Dedham, 1736-1886 (1887)
- A Guide-Book to the Poetic and Dramatic works of Robert Browning (1891)
- The Spiritual Life: Studies of Devotion and Worship (1893)
- John Sullivan Dwight, Brook-farmer, Editor, and Critic of Music: A Biography (1898)
- The Poetic and Dramatic Works of Robert Browning (1899)
- Unitarianism in America: A History of its Origin and Development (1902)
- An Historical and Biographical Introduction to Accompany the Dial (1902)
- A Bibliography of James Russell Lowell (1906)
- A Bibliography of Ralph Waldo Emerson (1908)
- The Social Evolution of Religion (1920)